# Засуха 1976 года в Англии
Засуха 1976 года в Англии — летом 1976 года в Англии была достигнута самая высокая температура со времен, когда начали вести журнал погоды. В то же время в стране была жестокая засуха.

## Влияние засухи и жары
Температура достигала 27,6 °C (80 °F) каждый день с 22 июня по 16 июля. В течение 15 дней подряд (23 июня — по 7 июля включительно) температура достигала 32,2 °C (90 °F). Кроме того, 5 дней подряд температура превышает 35 °C (95 °F), 28 июня температура была 35,6 °C (96.6 °F) в Саутгемптоне. Самый жаркий день был 3 июля — температура достигала 35,9 °C в Челтнеме, причем это был рекорд максимальной температуры в истории наблюдений.
Засуху вызвало долгое отсутствие осадков. Лето и осень 1975 года были очень сухими, зима 1975—1976 была исключительно сухой, впрочем как и весна того же года. Более того, в то время вообще не было дождей в некоторых местах.
Засуха достигла апогея в августе 1976. Часть юго-запада жила 45 дней без дождя в июле и августе. В жару сухая погода продолжала опустошать леса пожарами на юге Англии. 50000 деревьев было уничтожено в лесу Харн в Дорсете. Сельское хозяйство понесло убытки в размере примерно 500 тысяч стерлингов.
В последнюю неделю августа сильные грозы привели первый дождь в некоторые места.
Сентябрь и октябрь были влажными и положили конец великой засухе.